# エドマンド・スペンサー
エドマンド・スペンサー（Edmund Spenser, 1552年頃 – 1599年1月13日）はイングランドの詩人で、エリザベス1世の時代に活躍した。仕立て職人ジョン・スペンサーを父に生まれる。アイルランドに赴任していた時に反イングランド暴動に遭遇した。『妖精の女王』が最も有名な作品である。

## 生涯
少年期、ロンドンのマーチャント・テイラーズ・スクール（en:Merchant Taylors' School）で学んだスペンサーは、ケンブリッジ大学ペンブルック・カレッジに奨学生として入学を許可された。
1570年代、スペンサーはアイルランドに行くが、おそらく新しく赴任したアイルランド総督（Lord Deputy of Ireland）アーサー・グレイ（en:Arthur Grey）に仕えていたものと思われる。1579年から1580年に起こった二度目のデズモンドの反乱（en:Second Desmond Rebellion）では、スペンサーはイングランド軍に加わって戦った。反乱の制圧後、テューダー朝のアイルランド再征服（en:Tudor re-conquest of Ireland）があり、スペンサーはマンスター植民（en:The Munster Plantatio）で没収されたコーク県の土地を与えられた。同じ地域にはウォルター・ローリーもいた。
スペンサーは自作の詩で宮廷での地位を得ることを希望し『妖精の女王』を届けようと、ローリーに同伴して宮廷を訪れた。しかし大胆にも女王の第一秘書バーリー男爵ウィリアム・セシルを敵に回したため、彼が作品の報償として得たのは1591年の年金だけだった。その叙事詩に対して100ポンドの報償が提案された時、バーリー男爵は「たかが歌一つにそこまでするのか！」と言った。
1590年代初期に、スペンサーは『A View of the Present State of Ireland（アイルランドの現状に対する見解）』と題された散文の小論文を書いた。これは17世紀中頃に印刷物として出版されるまで手書きのままだった。スペンサーが生存中に印刷されなかったのは、たぶんその扇動的な内容が理由だろう。この小論文の主張は、固有の言語や習慣が暴力によって破壊されるまでアイルランドがイングランドに完全に制圧されることはないだろうというものだった。
1598年の九年戦争（en:Nine Years' War (Ireland)）で、スペンサーはアイルランド反乱軍によって家を追われた。北コーク、ドネレイル（en:Doneraile）近郊のキルコルマンにあったスペンサーの城は焼かれ、その火事でスペンサーの幼い子の1人が死んだ。地方の言い伝えによればスペンサーの妻も一緒に亡くなったという。北コークのブラックウォーター川を見下ろす岩の南のレニーにスペンサーは別の小作地を所有していた。跡地は現代でも見ることができる。そこから少し離れたところに地元では「スペンサーのオーク」として知られる木があったが、1960年代に落雷に破壊されてしまった。地元の言い伝えでは、その木の下でスペンサーは『妖精の女王』の一部あるいは全部を執筆したということである。ヴィクトリア女王は生前に行なったアイルランドの公式訪問で近隣のConvamore Houseに滞在した際この木を訪れたとされる。
翌1599年スペンサーはロンドンを訪れたが、そこで困窮のうちに亡くなった。46歳だった。スペンサーの棺は詩人たちによって運ばれ、埋葬する時には涙とともに棺の上に、たくさんのペン、詩を投げ込んだ。
スペンサーは詩の中でわざと古風な言葉遣いを用いた。それはジェフリー・チョーサーの『カンタベリー物語』のような昔の作品を彷彿とさせたが、チョーサーこそ彼が崇拝する人物だった。
スペンサーの『祝婚歌（結婚祝曲、Epithalamion）』（1595年）は英語で書かれたこの様式を取る作品の中で最も賞賛されているものである。この詩はスペンサーが若妻エリザベス・ボイルとの結婚式のために書かれたもので、365行から成り、それは1年の日数に対応する。68の短い行は、52週+12ヶ月+四季の合計である。24のスタンザ（詩節、連）は1日の時間と恒星時と対応している。

## スペンサー詩体とスペンサー風ソネットの構造

### スペンサー詩体
スペンサーはスペンサー詩体（スペンサー詩形、スペンサー連、Spenserian stanza）と呼ばれる特徴的な韻文形式を、『妖精の女王』を含むいくつかの作品で用いた。スタンザの主な韻律は弱強五歩格で、押韻構成は「a b a b b c b c c [c]」である。最後の行は6韻脚ないしは強勢を持つ六歩格である。このような行はアレクサンドランとして知られている。
S Oone as the morrow faire with purple beames - (a)
Disperst the shadowes of the mistie night, - (b)
And Titan playing on the eastern streames, - (a)
cleare the deawy ayre with springing light, - (b)
Sir Guyon mindfull of his vow yplight, - (b)
Vprose from drowsie couch, and him addrest - (c)
Vnto the iourney which he had behight: - (b)
His puissaunt armes about his noble brest, - (c)
And many-folded shield he bound about his wrest. - (c)
-- 『妖精の女王』Cant. III.1
スペンサーの発明はイタリアの詩形オッターヴァ・リーマ（八行詩体）の影響を受けているのかも知れない。オッターヴァ・リーマとは、弱強五歩格の8行から成り、押韻構成は「abababcc」で、ルドヴィーコ・アリオストやトルクァート・タッソが使用した。他には、チョーサーなどが使った伝統的な中世の詩形、帝王韻律（ライム・ロイヤル）の影響も考えられる。帝王韻律は弱強五歩格から成る7行で押韻構成は「ababbcc」となる。
スペンサー以降、スペンサー詩体はロバート・バーンズが『The Cotter's Saturday Night』で使用したことが有名である。バーンズはスコットランドを賞賛していても、イングランドの詩形を使うことができたのがわかる。しかしその死後、スペンサー詩体は使われなくなった。スペンサー詩体が復活したのは1800年代に入ってからで、ジョージ・ゴードン・バイロンの『チャイルド・ハロルドの巡礼』（en:Childe Harold's Pilgrimage）、ジョン・キーツの『The Eve of St. Agnes』（en:The Eve of St. Agnes）、パーシー・ビッシュ・シェリーの『イスラムの反乱』（en:The Revolt of Islam）ならびに『Adonaïs』（en:Adonaïs）、ウォルター・スコットの『The Vision of Don Roderick』などがある。
スペンサー風ソネット（The Spenserian sonnet）は、ペトラルカ風ソネットとシェイクスピア風ソネット（シェークスピア風十四行詩）の両方の要素を融合したものを基にしたソネットの形式である。押韻構成は「abab bcbc cdcd ee」。シェイクスピア風ソネットとは、サー・トマス・ワイアットにより持ち込まれ、サリー伯ヘンリー・ハワードにより洗練され、シェイクスピアによって普及された3つの四行連と1つの二行連で、感覚的にはスペンサー風ソネットはそれに似ている。しかし、はじめの四行連の中ではじめられた主張や論点の後に結論が来るという点ではペトラルカ風ソネットにより似ている。
Happy ye leaves! whenas those lily hands, - (a)
Which hold my life in their dead doing might, - (b)
Shall handle you, and hold in love's soft bands, - (a)
Like captives trembling at the victor's sight. - (b)
And happy lines on which, with starry light, - (b)
Those lamping eyes will deign sometimes to look, - (c)
And read the sorrows of my dying sprite, - (b)
Written with tears in heart's close bleeding book. - (c)
And happy rhymes! bathed in the sacred brook - (c)
Of Helicon, whence she derived is, - (d)
When ye behold that angel's blessed look, - (c)
My soul's long lacked food, my heaven's bliss. - (d)
Leaves, lines, and rhymes seek her to please alone, - (e)
Whom if ye please, I care for other none. - (e)
-- 『アモレッティ』「Happy ye leaves! whenas those lily hand」

## 作品
- 羊飼いの暦（1579年、en:The Shepheardes Calender）
- 妖精の女王（1590年、1596年、1609年）
- 瞑想詩集（1591年、Complaints Containing sundrie small Poemes of the Worlds Vanitie）
  - 時の廃墟（The Ruines of Time）
  - ミューズたちの涙（The Teares of the Muses）
  - ヴァージルの『蚋』（Virgil's Gnat）
  - プロソポポイア ハバード小母さんの話（Prosopopoia, or Mother Hubberds Tale）
  - ジョアシャン・デュ・ベレー作『ローマの廃墟』（Ruines of Rome）
  - ムイオポトマス 蝶の運命（Muiopotmos, or the Fate of the Butterflie）
  - 人の世の空しさの幻（Visions of the worlds vanitie）
  - ベレーの幻（The Visions of Bellay）
  - ペトラルカの幻（The Visions of Petrarch）
- ダフナイーダ（1594年、Daphnaïda）
- コリン・クラウト故郷へ帰る（1595年、Colin Clouts Come home againe）
- アストロフェル（1595年、Astrophel） - サー・フィリップ・シドニーの死に寄せたパストラル・エレジー。
- アモレッティ（1595年、en:Amoretti (poem)）
- 祝婚歌（1595年、Epithalamion）
- 四つの賛歌（1596年、Four Hymns）
- プロサレイミオン（1596年、Prothalamion）
- アイルランドの現状管見（1596年頃、A View of the Present State of Ireland）

### 日本語訳
- 仙女王 外山定男 訳 成美堂　1990
- 妖精の女王 熊本大学スペンサー研究会訳 監修・校訂：和田勇一 文理書院 1969
- 羊飼の暦 熊本大学スペンサー研究会訳 監修・校訂：和田勇一 文理書院 1974
- 妖精の女王 - 訳：和田勇一、福田昇八（筑摩書房、1994）のち文庫全4巻。
- スペンサー詩集 - 訳：福田昇八（筑摩書房、2000）
- スペンサー詩集 - 訳：和田勇一、吉田正憲、山田知良、藤井良彦、平戸喜文、福田昇八（九州大学出版会、2007）
- 韻文訳　妖精の女王 - 訳：福田昇八（九州大学出版会、2016）上・下巻

(なお、妖精の女王 の飜訳に関しては、論考『妖精の女王』の本文と翻訳のあいだ を参照。